# Kovvūr
Kovvūr är en ort i Indien.   Den ligger i distriktet West Godāvari och delstaten Andhra Pradesh, i den sydöstra delen av landet, 1 400 km söder om huvudstaden New Delhi. Kovvūr ligger 23 meter över havet och antalet invånare är 40 379.
Terrängen runt Kovvūr är platt. Runt Kovvūr är det tätbefolkat, med 442 invånare per kvadratkilometer. Närmaste större samhälle är Rajahmundry, 5,3 km öster om Kovvūr. Trakten runt Kovvūr består till största delen av jordbruksmark.